# Mydas apicalis
Mydas apicalis är en tvåvingeart som först beskrevs av Christian Rudolph Wilhelm Wiedemann 1831.  Mydas apicalis ingår i släktet Mydas och familjen Mydidae. Inga underarter finns listade i Catalogue of Life.